# Leandra echinata
Leandra echinata är en tvåhjärtbladig växtart som beskrevs av Célestin Alfred Cogniaux. Leandra echinata ingår i släktet Leandra och familjen Melastomataceae. Inga underarter finns listade i Catalogue of Life.